# Pont de l'Archevêché
El pont de l'Archevêché és un pont que travessa el Sena a París, a França.

## Situació
Connecta el  4t districte, a nivell de l'île de la Cité, al  5è districte, entre el quai de Montebello i el quai de la Tournelle.

## Història
El pont de l'Archevêché és el més estret de París. Ha estat construït el 1828, per l'enginyer Plouard, per a la societat del pont des Invalides després de la demolició del pont penjant dels  Invalides. El peatge ha estat recomprat al concessionari per la ciutat de París el 1850.
Fa una longitud de 68 m i una amplada d'11 m, té tres arcs de maçoneria de 15, 17 i 15 m d'obertura. Els arcs feblement oberts molesten el trànsit fluvial, però malgrat una decisió presa el 1910, el pont mai no ha estat reemplaçat.

## Característiques
- Tipus de construcció: pont en arc
- Construcció: 1828
- Arquitectes: Plouard
- Material: pedra
- Longitud total: 68 m
- Amplada de la biga: 17 m
- Amplada útil: 11m